# 霍利代肖爾斯 (伊利諾伊州)
霍利代肖爾斯（英語：Holiday Shores）是位於美國伊利諾伊州麥迪遜縣的一個人口普查指定地區。

## 地理
霍利代肖爾斯的座標為38°55′19″N 89°56′26″W / 38.92194°N 89.94056°W，而該地最高點為海拔高度158米（即518英尺）。

## 人口
根據2010年美國人口普查的數據，霍利代肖爾斯的面積為5.41平方千米，當中陸地面積為4.20平方千米，而水域面積為1.21平方千米。當地共有人口2882人，而人口密度為每平方千米532.72人。